# Stepán Petrenko
Stepán Vasílievich Petrenko (en ruso: Степа́н Васи́льевич Петре́нко; Zaderievka, 23 de junio de 1922 - Zaderievka, 6 de abril de 1984) fue un francotirador soviético que combatió en las filas del Ejército Rojo durante la Segunda Guerra Mundial, en el transcurso de dicho conflicto mató personalmente a más de 422 enemigos. En 1945 fue galardonado con el título de Héroe de la Unión Soviética.

## Biografía
Petrenko nació el 23 de junio de 1922 en el seno de una familia de campesinos ucranianos en la pequeña localidad rural de Zaderievka —actualmente ubicada en el óblast de Chernígov en Ucrania—. Trabajó en una granja colectiva tras terminar la secundaria.
Tras ser reclutado por el Ejército Rojo en 1941, fue enviado al frente. Sin embargo, se le asignó a la retaguardia para que pudiera asistir a la Escuela de Infantería Militar Rubtsov. Tras graduarse en 1942, perfeccionó sus habilidades de tiro, llegando a ser reconocido en su unidad por su puntería. Finalmente, en agosto, recibió un rifle de francotirador oficial y tuvo un excelente desempeño en el entrenamiento. Al tercer día de entrenamiento, acertó diez de diez blancos estacionarios.
Participó en su primera salida para eliminar francotiradores enemigos en Nével. Rápidamente mató a  numerosos soldados y oficiales alemanes en las batallas por diversas zonas. Cuarenta y dos de sus bajas fueron servidores de ametralladora y doce francotiradores enemigos con los que se batió en duelo. En ningún momento se mantuvo alejado del combate directo; durante la batalla por el río Drissa, fue uno de los primeros de su grupo en cruzarlo. Tras cruzar el río, comenzó a disparar contra los soldados enemigos para facilitar el avance de los paracaidistas soviéticos. A pesar de resultar herido en la batalla, continuó luchando, matando personalmente a veintitrés soldados enemigos.
En septiembre de 1944, cuando fue nominado al título de Héroe de la Unión Soviética, había matado a 422 enemigos, además de entrenar a diecisiete jóvenes francotiradores. Se desconoce su número total de bajas.
Tras la guerra, permaneció en el ejército y se graduó de la Escuela Político-Militar de Moscú en 1946. Tras retirarse del servicio activo con el grado de teniente primero en 1955, regresó a su ciudad natal, donde trabajó como instructor militar en una escuela secundaria. Falleció el 6 de abril de 1984.

## Condecoraciones
|  | Héroe de la Unión Soviética (23 de marzo de 1945)             |
|  | Orden de Lenin (23 de marzo de 1945)                          |
|  | Orden de la Estrella Roja (20 de julio de 1943)               |
|  | Orden de la Guerra Patria de 1.er grado (13 de julio de 1944) |
|  | Medalla al Valor (10 de marzo de 1943)                        |